# Pierre Gagnaire
Pierre Gagnaire (Apinac, Auvernia-Ródano-Alpes; 9 de abril de 1950) es un renombrado chef de alta cocina francés, propietario del restaurante Pierre Gagnaire de la rue Balzac en el distrito VIII de París, que cuenta con 3 estrellas Michelin, aparte, también es propietario de una decena de restaurantes homónimos en el mundo. Gagnaire es considerado a veces un cocinero iconoclasta que ha hecho frente al movimiento de la fusión en la cocina, y su cocina es generalmente calificada de «juguetona», creativa e impredecible. Comenzó su carrera en St. Etienne, donde logró 3 estrellas Michelin, y logró derribar la concepción de la cocina tradicional francesa mediante yuxtaposición de sabores, texturas, e ingredientes. Su influencia en la cocina se ha hecho internacional. Junto al químico Hervé This, ha desarrollado la gastronomía molecular. 

## Biografía

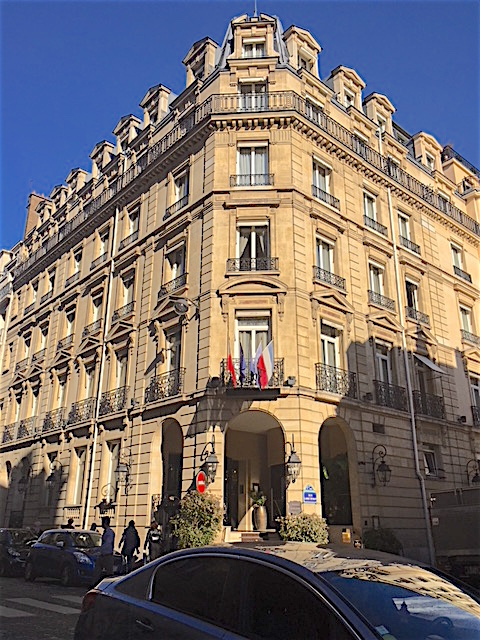
Hotel Balzac, Paris

Pierre Gagnaire nació en una familia de restauradores en abril de 1950, en la localidad de Apinac, entre Lyon y Saint-Etienne, Francia. Con 14 años ya trabajaba en una pastelería y con 15 años, en 1965, hizo un cursillo de verano con Paul Bocuse en su restaurante de Lyon. Comenzó su aprendizaje al año siguiente junto al cocinero Jean Vignard, en el restaurante «Chez Juliette» de Lyon que tenía entonces dos estrellas Michelin. Descubrió la cocina creativa en 1974 de la mano de Alain Senderens, en su restaurante «Lucas Carton» en París. Recorrió el mundo durante dos años, pero volvió al restaurante familiar de Saint-Priest-en-Jarez, «Le Clos Fleury» donde, en 1976, consiguió su primera Estrella Michelín. En 1981, decidió dedicarse a la cocina en solitario abriendo su primer restaurante, «Aux Passementiers», en el centro de Saint-Etienne. Tras conseguir dos Estrellas Michelin, abrió en 1992 un segundo restaurante, el «Restaurant Pierre Gagnaire», reconocido con tres estrellas por la Guía Michelín. Tuvo que cerrar en 1996 por bancarrota, por lo que abandonó Saint-Etienne por París. Gagnaire declaró sobre ese suceso: «Habría perdido mi alma si me hubiese quedado y me hubiese adaptado a los gustos de la burguesía». A los seis meses, con ayuda de amigos y admiradores, abrió con su nombre, Pierre Gagnaire, el que hoy es su restaurante en el hotel Balzac de París. En dos años, su cocina de autor volvió a ser recompensado con tres Estrellas Michelin.
Desde entonces abrió nuevos restaurantes en Londres, Hong Kong, Tokio, Seúl, Dubái, Las Vegas y Moscú.
Desde 1998, colabora con el investigador y profesor en el prestigioso Collège de France Hervé This para crear recetas que ilustren sus descubrimientos sobre la cocina molecular.

## Trayectoria profesional
Creador efusivo y audaz de combinaciones impensables que gracias a su inspiración veloz dan como resultado platos sorprendentes, sofisticados, únicos. Enemigo de las recetas cerradas, le ocurre con frecuencia modificar los componentes de una de sus elaboraciones en el último instante antes de servirlo. Inscrito desde la década de 1980 en la lista de los cocineros franceses de la «nouvelle cuisine», su trayectoria le ha llevado luego a ser reconocido como uno de los principales baluartes de lo que algunos críticos llaman la cocina tecno-emocional, a saber una cocina que combina la ciencia, el talento y las materias primas para crear sensaciones en el plato. Él lo denomina «constructivismo culinario» al referirse al sustrato intelectual sobre el que reposa su trabajo.

## Premios
- 1 Estrella Michelín en 1976 en el restaurante familiar, calificación de 18/20 por la Guía Gault Millau
- 2 Estrellas de la Guía Roja en 1984
- 3 Estrellas Michelín en 1992, que perdió en 1996 y más tarde recuperó con el restaurante Pierrer Gagnaire.

Tiene un total de 11 Estrellas Michelín en sus restaurantes repartidos por todo el mundo.

## Estudios y formación
En Lyon, de la mano de Jean Vignard, a la edad de 16 años dio comienzo su formación en lo gastronómico. 

## Locales/restaurantes en propiedad o copropiedad
- Restaurante “Pierre Gagnaire” en París
- Restaurante “SKETCH” en Londres
- Restaurante “Pierre” en Hong Kong
- Restaurante “Pierre Gagnaire à Tokyo” en Tokio
- Restaurante “Colette” en Saint Tropez
- Restaurante “Reflet par Pierre Gagnaire” en Dubái.

Sus locales suelen tener decoración clásica en madera y moqueta, con cómodas sillas para disfrutar plenamente de los platos a degustar.

## Negocios en explotación
- Restaurante “Pierre Gagnaire” y “Gaya Restaurant” en París
- Restaurante “ Pierre Gagnaire pour les airelles” en Courchevel
- Restaurante “SKETCH” en Londres
- Restaurante “Twist” en Las Vegas
- Restaurante  “Les Menus” en Moscú
- Restaurante “ restaurante “Pierre” en Hong Kong
- Restaurante “Pierre Gagnaire à Tokyo” en Tokio
- Restaurante “Colette” en Saint Tropez
- Restaurante “Reflet” en Dubái
- Restaurante “Pierre Gagnaire à Seoul” en Seúl.

## Platos reconocidos o más populares
Espárragos de Perthuis con juliana de cebollas tiernas a la paprika; zanahorias naranja, amarilla y roja; láminas de gruyère fundidas; crema de almendras con limón verde y jugo de cangrejos ligado con cereal, berenjena rellena de salmonetes, tomate y remolacha con pasta sable de ajo; jugo de bullabesa al pimiento rojo; tosta de becada y sardina y un picadillo de pepino al amontillado, declinación de calamar, cubos de atún y foie gras, silla de cordero con nabos, rábanos, hojas varias y jugo de su cocción al roquefort.

## Libros de Pierre Gagnaire

### Con Hervé This
- La Cuisine c'est de l'amour, de l'art, de la technique, Ediciones Odile Jacob, 2008, ISBN 2738122000, ISBN 978-2738122001
- Alchimistes aux fourneaux, Flammarion, 2007, ISBN 2082015343, ISBN 978-2082015349

### En solitario
- La cuisine immédiate, Robert Laffont, 1988, ISBN 2221053206, ISBN 978-2221053201
- Sucré-salé, Ediciones La Martinière, 2003, ISBN 2732430080, ISBN 978-2732430089
- Lucide et ludique, Ediciones La Martinière, 2006, ISBN 2732435120, ISBN 978-2732435121

### En español
- La cocina... es amor, arte, técnica, Editorial Acribia, 2008, ISBN 8420011150, ISBN 978-8420011158
- Lucido & ludico, Montagud Editores, 2007, ISBN 8472121321, ISBN 978-8472121324